# Когомологии Александрова — Чеха
Когомологии Александрова — Чеха — теория когомологий, основанная на свойствах открытых покрытий топологического пространства. Такие когомологии оказываются удобными при изучении патологических пространств.
Идея построения заключается в том,
что если покрытие пространства составлено из достаточно маленьких множеств,
то когомологии нерва покрытия являются хорошей аппроксимацией когомологий самого пространства.
Названы в честь Александровa и Чеха.
Обычно обозначаются {\displaystyle {\check {H}}^{*}}.

## Построение
Пусть {\displaystyle X} — топологическое пространство, {\displaystyle {\mathcal {V}}} — открытое покрытие {\displaystyle X}. Обозначим через {\displaystyle N_{\mathcal {V}}} нерв покрытия {\displaystyle {\mathcal {V}}}.
Предположим, покрытие {\displaystyle {\mathcal {W}}} вписано в покрытие {\displaystyle {\mathcal {V}}},
то есть любое множество из {\displaystyle {\mathcal {W}}} содержится в некотором множестве из {\displaystyle {\mathcal {V}}}.
Выберем отображение, сопоставляющее каждому множеству из {\displaystyle {\mathcal {W}}} содержащее его множество из {\displaystyle {\mathcal {V}}}.
Это отображение индуцирует отображение нервов {\displaystyle f\colon N_{\mathcal {W}}\to N_{\mathcal {V}}}.
Индуцированный гомоморфизм колец когомологий {\displaystyle f^{*}\colon H^{*}(N_{\mathcal {V}},G)\to H^{*}(N_{\mathcal {W}},G)} не зависит от выбора {\displaystyle f}.
(Поскольку мы работаем с симплициальными комплексами, неважно, какую из теорий когомологий мы выбираем.)
Кольца когомологий {\displaystyle H^{*}(N_{\mathcal {V}},G)} с гомоморфизмами {\displaystyle f^{*}} образуют обратную систему.
Это даёт возможность перейти к обратному пределу
{\displaystyle {\check {H}}^{*}(X,G)=\varprojlim H^{*}(N_{\mathcal {V}},G).}
Полученное кольцо {\displaystyle {\check {H}}^{*}(X,G)} называется когомологиями Чеха пространства {\displaystyle X} с коэффициентами в {\displaystyle G}.

## Связь с другими теориями когомологий

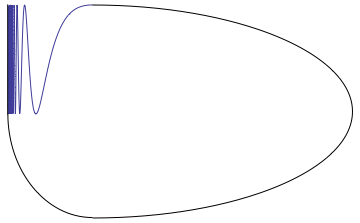
Польская окружность

- Для патологических пространств когомологии Чеха могут отличаться от сингулярных когомологий.
  - Например, если X — польская окружность, то {\displaystyle {\check {H}}^{1}(X;\mathbb {Z} )=\mathbb {Z} }, тогда как {\displaystyle H^{1}(X;\mathbb {Z} )=0.}
- Если X гомотопически эквивалентен СW-комплексу, то когомологии Чеха {\displaystyle {\check {H}}^{*}(X;A)} естественно изоморфны сингулярным когомологиям {\displaystyle H^{*}(X;A)}.
- Если X является гладким многообразием, то когомологии Чеха {\displaystyle {\check {H}}^{*}(X;\mathbb {R} )} естественно изоморфны когомологиям де Рама.